# لوکا ماستری
لوکا ماستری (انگلیسی: Luca Maestri؛ زادهٔ ۱۴ اکتبر ۱۹۶۳) بازرگان، و مدیر ارشد مالی شرکت اپل اهل ایالات متحده آمریکا است.

## تحصیلات
لوکا ماستری با مدرک کارشناسی اقتصاد دانشگاه بین‌المللی لیبرا در مطالعات اجتماعی رم فارغ‌التحصیل شد و نیز دارای پایان‌نامه کارشناسی ارشد علوم در رشتهٔ مدیریت از دانشگاه بوستون آمریکا است.

## کار

### پیش از پیوستن به اپل
اولین شرکت جهانی که ماستری در آن کار کرد جنرال موتورز بود. پس از آن در سال ۲۰۰۹ در شبکه‌های نوکیا و زیراکس به عنوان مدیر مالی همکاری داشته‌است.

### اپل
در سال ۲۰۱۴، پس از شروع به کار در شرکت اپل به عنوان معاون مدیر مالی و مدیر شرکت، او به عنوان مدیر ارشد مالی شرکت اپل منصوب شد و همچنین مسئولیت مدیریت حسابداری را هم بر عهده می‌گرفت.
با انتصاب به سمت مدیر ارشد مالی، ۶٬۳۳۷ واحد سهم محدود به نام او صادر شد (که در حال حاضر حدود ۴ میلیون دلار ارزش دارد). حقوق رسمی او در سال ۱ میلیون دلار است اما واجد شرایط برنامه پاداش نقدی مبتنی بر عملکرد کمپانی اپل است که حقوق را افزایش می‌دهد. او در سال ۲۰۱۴ در حدود ۱۴ میلیون دلار و در سال ۲۰۱۵ حقوقی برابر با ۲۵٫۳ میلیون دلار را دریافت کرد.
براساس sec، از سال ۲۰۱۸ تا ۲۰۲۰، متوسط پاداش به‌طور متوسط ۲۶ میلیون دلار بوده‌است.